# پونتیاک بونویل
پونتیاک بونویل (Pontiac Bonneville) خودرویی است که در سال‌های ۱۹۵۷ تا ۲۰۰۵
۱۹۸۲ تا ۲۰۰۵ (کانادا)تولید شده‌است.